# Hemeroplanis inops
Hemeroplanis inops là một loài bướm đêm trong họ Erebidae.